# Jonas Rimantas Klimas
Jonas Rimantas Klimas (* 21. April 1939 in Užsieniai, Rajongemeinde Ignalina) ist ein litauischer Förster sowie ehemaliger Politiker. Von 1992 bis 1993 war er Forstwirtschaftsminister Litauens.

## Leben
Nach dem Abschluss 1953 der Schule Kazitiškis absolvierte er 1958 das Forsttechnikum Vilnius und 1963 das Studium an der Lietuvos žemės ūkio akademija. Von 1963 bis 1965 leistete er den Sowjetarmeedienst. Von 1966 bis 1974 war er Ingenieur im Forstamt Ukmergė, von 1974 bis 1978 Direktor des Forstamts Nemenčinė und von 1978 bis 1990 Generaldirektor des Forstwirtschaftsindustrieverbands Vilnius. Von 1992 bis 1993 war er kurzzeitig litauischer Minister für Forstwirtschaft. Seit 1997 ist er als stellvertretender Forstmeister in Vilnius tätig.
Mit seiner Frau Genovaitė hat er den Sohn Arūnas und die Tochter Rūta.